# Hvězdy nám nepřály (film)
Hvězdy nám nepřály (v originále The Fault in Our Stars) je americký dramatický a romantický film režiséra Joshe Boona z roku 2014. Jedná se o adaptaci stejnojmenného románu od Johna Greena. Hlavní role ztvárňují Shailene Woodley a Ansel Elgort. Natáčení proběhlo v Pittsburghu a Amsterdamu. Film měl premiéru ve Spojených státech dne 6. června, do českých kin přišel o den dříve.

## Děj filmu
I když ji lékařský zákrok věnoval několik let života, tak pro Hazel to není nic víc, než prodloužení jejího posledního stádia rakoviny. Ale když se v jejím životě náhle objeví zvrat jménem Augustus Waters, tak se dá, že Hazelin příběh má být kompletně přepsán.

## Obsazení
| Shailene Woodley | Hazel Grace Lancaster |
| Ansel Elgort     | Augustus Waters       |
| Nat Wolff        | Isaac                 |
| Laura Dern       | paní Lancesterová     |
| Sam Trammell     | pan Lancester         |
| Mike Birbiglia   | Patrick               |
| Lotte Verbeek    | Lidewij Vliegenthart  |
| Willem Dafoe     | Peter Van Houten      |
| Milica Govich    | paní Watersová        |
| David Whalen     | pan Waters            |
| Ana Dela Cruz    | Dr. Maria             |
| Emily Peachey    | Monica                |
| Emily Bach       | matka Monicy          |

John Green, autor knižní předlohy, má ve filmu cameo, které bylo ale při konečné fázi z filmu vystřiženo. Nicméně se tato scéna objevila na DVD ve vystřižených scénách.

## Marketing
První trailer k filmu byl vydán dne 29. ledna 2014 a během jednoho dne měl přes 3 miliony zhlédnutí. O týden později měl trailer více než 15 milionů zhlédnutí. Během předávání MTV Movie Awards 2014 byla odhalena ukázka z filmu a o dva týdny později vyšel rozšířený trailer. Těsně před premiérou filmu vydala společnost 20th Century Fox několik videí k filmu a umístila je na YouTube.

## Přijetí
Film vydělal přes 124,8 milionů dolarů v Severní Americe a přes 181,6 milionů dolarů v ostatních oblastech, celkově tak vydělal přes 306 milionů dolarů po celém světě. Rozpočet filmu činil 14 milionů dolarů. Za první týden vydělal 48 002 523 amerických dolarů.
Film získal pozitivní kritiku. Na recenzní stránce Rotten Tomatoes získal z 199 započtených recenzí 80 procent s průměrným ratingem 6,9 bodů z deseti. Na serveru Metacritic snímek získal z 45 recenzí 69 bodů ze sta. Na Česko-Slovenské filmové databázi snímek získal 77% a aktuálně si drží 223. místo v žebříčku nejoblíbenějších filmů.